# باغلوجه (سقز)
باغلوجه (سقز)، روستایی از توابع بخش مرکزی شهرستان سقز در استان کردستان ایران است.

## جمعیت
این روستا در دهستان ترجان قرار دارد و براساس سرشماری مرکز آمار ایران در سال ۱۳۸۵، جمعیت آن ۴۷۸ نفر (۷۸ خانوار) بوده است.

## مردم
مردم این روستا کُرد هستند و زبانشان کُردی سورانی مکریانی است. با اینکه این روستا از نظر اداری از توابع سقز محسوب می‌شود اما مردم آن برای امرارمعاش، زندگی، تحصیل و مهاجرت به بوکان می‌روند و خود را جزو مردم شهرستان بوکان می‌دانند. تنها برای امور اداری به سقز مراجعه می‌کنند.